# Commelina sylvatica
Commelina sylvatica är en himmelsblomsväxtart som beskrevs av De Wild. Commelina sylvatica ingår i släktet himmelsblommor, och familjen himmelsblomsväxter. Inga underarter finns listade.